# Пудивере (Ляэне-Вирумаа)
Пу́дивере (эст. Pudivere) — деревня в волости Вяйке-Маарья, уезда Ляэне-Вирумаа, на северо-востоке Эстонии.
По данным переписи населения 2011 года в деревне проживало 35 человек, из них 32 (91,4 %) — эстонцы.
В 2000 году численность жителей деревни составляла 54 человека.
Мыза Пудивере (нем. Poidifer) была основана в 1586 году путём отделения от соседней мызы Выйвере. До отчуждения в 1919 году она принадлежала владельцам мызы Авандусе — семье Бремен. После пожара, случившегося в 1999 году, историческое деревянное сооружение, построенное в 1896—1897 годах, находится в руинах.
В 1977 году с деревней Пудивере были объединены деревни Лийнекюла (Liineküla) и Соотийги (Sootiigi).
Здесь в 1865 году родился эстонский писатель Эдуард Вильде. К его 100-летию в 1965 году был открыт памятный камень в 1 км к востоку от Пудивере в месте, известном как Пельгулинн.
Некоторые языковеды связывают название деревни с упомянутым в Хронике Ливонии районом Пудивиру, располагавшемся в южной части старинного прихода (старинной административно-территориальной единицы) Лемму в Вирумаа. Эстонский историк Энн Тарвель переводит Пудивиру, как Пуди-«маленький».

## Внешние ссылки
- Мыза Пудивере на портале «Мызы Эстонии»